# Площадь Курского Вокзала
Пло́щадь Ку́рского Вокза́ла — площадь в центре Москвы в Басманном районе  с внешней стороны Садового кольца, прилегает к улице Земляной Вал. Здесь расположен Курский вокзал и станции метро «Курская» и «Чкаловская».

## Происхождение названия

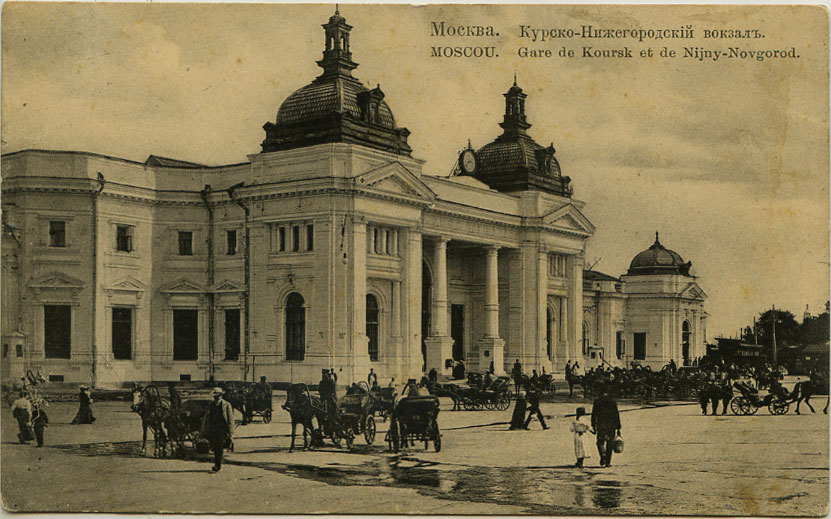
Курско-Нижегородский вокзал в начале XX века.

Название возникло в начале XX века по находящемуся у площади Курскому вокзалу. Официально появилось в 1935 году. Аналогично четырьмя годами позже подобное название-описание получила площадь Балтийского вокзала в Ленинграде.

## История
Во второй половине 1950-х годов в мастерской № 13 института «Моспроект» был разработан проект реконструкции и застройки площади. Авторы проекта — архитекторы В. В. Жаров (руководитель группы), А. Я. Суздальцева, Л. Н. Шустрова и инженер М. С. Козиол. Проект предусматривал строительство на площади и в прилегающих кварталах комплекса жилых домов, кинотеатра на 1000 мест, 7-этажной гостиницы на 730 номеров, подземного путепровода на Садовом кольце. Напротив дома № 24—32 предполагалось снести старую застройку, а на её месте разбить сквер, соорудить новый вестибюль метро «Курская» и кафе. Предполагалась установка на площади памятника В. П. Чкалову. Из этого проекта был реализован только восьмиэтажный жилой дом № 24—32, построенный в начале 1960-х годов.

## Описание
Площадь Курского Вокзала представляет собой фактически петлеобразный проезд к вокзалу и от него и огибает торгово-развлекательный комплекс «Атриум». Начинается от Садового кольца недалеко от 1-го Сыромятнического переулка, проходит на восток мимо станции метро «Чкаловская» к отправному железнодорожному пункту Курского направления, поворачивает на север параллельно Садовому кольцу вдоль здания Курского вокзала, подходит к станции метро «Курская», поворачивает на запад и вновь выходит на Садовое кольцо на улицу Земляной Вал. Все дома на площади относятся к улице Земляной Вал.

## См.также
- Площадь Белорусского Вокзала
- Площадь Савёловского Вокзала
- Площадь Киевского Вокзала